# Nieppe
Nieppe é uma comuna francesa na região administrativa de Altos da França, no departamento do Norte. Estende-se por uma área de 17.3 km². Em 2010 a comuna tinha 7 558 habitantes (densidade: 436,9 hab./km²).